# Perry Cox
 (septembre 2011).
Si vous disposez d'ouvrages ou d'articles de référence ou si vous connaissez des sites web de qualité traitant du thème abordé ici, merci de compléter l'article en donnant les références utiles à sa vérifiabilité et en les liant à la section « Notes et références ».
Pour les articles homonymes, voir Cox.
Percival Ulysse « Perry » Cox est un des personnages principaux de la série américaine Scrubs. Il est interprété par John C. McGinley.
Au début de la série, il dirige les nouveaux arrivants internes en médecine, dont J.D. et Elliot Reid.

## Biographie

### Sa vie au Sacré-Cœur
Au début de la série, il est chargé des nouveaux internes, qu'il méprise ouvertement et réprimande à chaque erreur. Malgré son comportement hostile à son égard, J.D. s'attache à lui, bien qu'il se fasse constamment rabrouer, donner des prénoms féminins et critiquer. Cependant, dans les moments difficiles, il sait se montrer d'un grand soutien. Elliot est également une de ses cibles préférées, car il ne supporte pas sa maladresse, mais il la défendra alors qu'elle se faisait harceler par Bob Kelso en frappant son supérieur.
La relation entre Kelso et Cox est très houleuse : les deux hommes se détestent, parce que Kelso ne pense qu'à financer l'hôpital, tandis que Cox se soucie plus des patients. Cependant, quand leurs objectifs sont les mêmes, généralement un membre de l'hôpital qui les insupporte tous les deux, ils mettent de côté leur rancœur et s'allient temporairement.
Après le départ à la retraite du docteur Kelso, il se voit proposer son poste, et l'accepte à contre-cœur quand il réalise les concessions qu'il doit faire (ne plus gérer les internes, sacrifier sa vie de famille, etc.).

### Vie privée
De son enfance, on sait qu'il avait des parents violents, morts depuis. Il s'est après éloigné de sa sœur Paige, qui s'est tournée vers la religion.
Malgré quelques sentiments amoureux affichés envers Carla Espinosa, la seule personne qu'il respecte un tant soit peu au Sacré-Cœur, la seule femme avec qui il a une vraie relation amoureuse est son ex-femme, Jordan Sullivan, qui l'a trompé avec un ancien interne dont Cox avait la charge. Bien qu'il affirme la haïr au plus haut point, il la laisse faire irruption dans son appartement pour avoir des relations sexuelles avec elle. Durant la saison 2, Jordan réapparaît, sur le point d'accoucher de l'enfant de Cox, mais celui-ci ignore qu'il est le père. Il l'apprendra de la bouche d'un ancien copain de lycée de J.D. et Turk. Il baptisera son enfant, un garçon, Jack, et invitera Jordan à vivre avec lui.
Dès lors, le couple affiche une haine réciproque, alors qu'ils réalisent l'un l'autre qu'ils s'aiment, mais ne peuvent vivre en étant mariés. Ainsi, en apprenant qu'une erreur administrative les a laissé mariés, Perry réalise la situation et demande le divorce.
Malgré trois vasectomies subies à quelques semaines d'écart, ils auront plus tard une fille, Jennifer Dylan Cox, baptisée ainsi par J.D., de façon que l'enfant ait ses initiales. Elle naîtra la même nuit de la mort de l'infirmière Roberts.
Son seul et véritable ami connu avant l'arrivée de J.D. était le grand frère de Jordan et Danni, Ben, à qui Cox et J.D. diagnostiqueront une leucémie et qui mourra d'un arrêt cardiaque durant la saison 3. Sa mort l'anéantira, et le rapprochera de Jordan.
On peut également noter qu'il est fan de hockey sur glace et notamment des Red Wings de Détroit, en effet en dehors de sa vie à l'hôpital il porte souvent un maillot de la franchise du Michigan floqué du numéro 24 de Chris Chelios.
Il déteste aussi Hugh Jackman, chose qu'il cite parmi celle qu'il déteste le plus,,,,,,,,,. Selon une interview de John McGinley, cette aversion du Dr Cox pour le comédien viendrait de la jalousie de Bill Lawrence pour le talent d'acteur de Jackman.

## Interprétation du personnage
L'interprète du Dr. Cox, John C. McGinley, a pour habitude d'appeler ses meilleurs amis par des prénoms féminins, habitude qu'il adopte dans la série pour s'adresser à J.D.[réf. souhaitée]

## Réception critique
Si John C. McGinley était auparavant connu pour ses rôles secondaires dans des films d'Oliver Stone, c'est son interprétation du Dr Cox qui l'a rendu célèbre aux yeux du public. Dans un article du Los Angeles Times, la journaliste Janice Rhoshalle Littlejohn apprécie la façon dont McGinley a insufflé « un peu de cœur dans les veines cyniques de Cox. ».